# Duarte de Meneses
D. Duarte de Meneses (antes de 1488 - depois de Março de 1539). Capitão de Tânger, governador da Índia.

## Tânger
D. Duarte de Meneses, era filho primogênito de D. João de Meneses 1.º conde de Tarouca e prior do Crato, e de sua mulher D. Joana de Vilhena, e neto paterno de D. Duarte de Meneses, 1º cap. de Alcácer-Ceguer. Também seria o avô do 14.º vice-rei da Índia e homónimo, Duarte de Meneses.
Sucedeu a seu pai no cargo de capitão do Tânger, que capitaneava já pelo menos desde 1508 em nome de seu pai.  "Gozava de uma formidável reputação enquanto chefe guerreiro ".
Foi ferido no rosto num ataque que se fez no campo de Alcácer Quibir ; Em 1508, participou no ataque a Azamor ;
Assim descreve Pedro de Mariz, em seus Dialogos de varia história, uns dos feitos de D. Duarte enquanto capitão de Tânger :
"O anno (…) de mil,& quinhentos,& doze [4 de Abril de 1512 ] , os Alcaides Barráxa (Ali ibne Raxide Alálame), alcaide de Xexuão), & Almandarim (Cide Almandri, alcaide de Tetuão), com oitocentos de cavallo, & dous mil de pé, sahirão furiosos, a destruir os Mouros nossos confederados,& vassallos: & andando senhores do campo fazendo grande mal, & destruição naquelles povos, chegarão ao campo de Tanger, onde lhe sahio Dom Duarte de Menezes, Capitão daquella cidade, com duzentos de cavallo, & duzentos de pé. Tanto que os Mouros houvérão vista delles, logo se poserão em som de batalha, & se vierão pera elles muy crespos, com grandes alaridos, & algazàtas. Mas Barráxa, como mais versado, e destro naquellas occasioens, disse aos que estavam junto delle que não era aquella a gente, que se havia de vencer com gritas, senão cõ armas, & muito esforço, que elle lhes pedia tivesem todos naquella hora, porque lhe certificava o havião de haver bem mister, & em dizendo isto,logo se começou a batalha bem pelejada, & muito furiosa, em que ao principio os nossos levavão a pior. Mas sobrevindo a pessoa de Dom Duarte de Menezes, de tal maneira se houverão com sua presença, & companhia, que depois de pelejarem húa hora em peso, sem se conhecer melhoria, ficàrão os Mouros vencidos, & desbaratados, fugindo Almandarim com cento de cavallo: & Barràxa correndo muito perigo de ser morto, porque ao fugir, cahio o cavallo com elle, & por sua grande destreza se salvou em outro, indo lhe os nossos no alcance. Morrérão dos nossos seis, ou sete, & feridos vinte, & três. E dos Mouros ficarão mortos no campo seiscentos, & cativos  duzentos, & quarenta, e entre elles muitos, muito nobres, & especiaes cavalleiros. Tomarão 160. azemelas, 40. cavallos, 20. egoas, vinte camellos, & outro muito despojo."
Em 1515, com D. João Coutinho, capitão de Arzila, resolvem atacar a aldeia se Aljubilia, situada na Serra de Farrovo; Em 12 de Setembro de 1516, por ocasião da visita à encomenda de Sesimbra, encontrava-se ausente em Tânger ; em 1517, também com o referido D. João Coutinho, fizeram uma entrada em terra de mouros, chegando até ao campo de Alcácer Quibir, onde mataram alguns, fizeram cativos cerca de 37, capturaram 1700 cabeças de gado vacum e 5000 cabeças de gado miúdo.

## Índia
Nomeado governador da Índia, partiu em 5 de Abril de 1522 com uma Armada de doze naus, acompanhado do seu irmão  D. Luís de Meneses.
"Ao longo do triénio do governador, o sudeste asiático ( e as Molucas), mesmo que constituindo questões prementes, foram alvo de uma atenção muito inferior à atenção dada ao Golfo Pérsico, onde o controlo de Ormuz rapidamente se tornara numa questão capital ". Goa foi em grande parte deixada ao cuidado do seu capitão, Francisco Pereira Pestana, associado próximo de D. Duarte, que entrou em conflito com uma boa parte da sua população de casados.

### Ormuz
Apenas chegado, soube que a aduana de Ormuz estava sitiada, e mandou-lhe seu irmão em socorro. Entretanto alcançou uma vitória contra Dabul (hoje Dabhol), "tomando duas galeras de "rumes" (turcos), e fazendo-a tributaria. Com isso e com a recém chegada de D. Luís, temeroso Melique Az do moderno sucessor, de cujas cavalerias em África tinha noticia, mandou cessar a opressão que suas fustas davam a Chaul".
A revolta do "rei" de Ormuz (Turã Xá) para com os portugueses, planeada com seu conselheiro e vizir (alguazil), Ra'is Sharafuddin Fali, começou uma noite de Novembro de 1521 em que foram assaltados de maneira concertada, "com ferro, e fogo no mar e na terra", a Fortaleza de Ormuz, mas também Barém, Mascate, Curiate, e Soar. Era então capitão da Fortaleza D. Garcia Coutinho, que logo mandou a noticia ao novo governador, D. Duarte. De Mascate vieram Tristão Vaz da Veiga, que passou a Ormuz por entre 160 navios que "torneavam por aquela parte", e  dois dias mais tarde Manuel de Sousa. O navio deste último, via-se a duas léguas, impedido de avançar, "Acudi-lo era perigo para a fortaleza, e não o acudir era perigo para todos. Tristão Vaz em seu navio aventurou-se a socorrê-lo por a metade dos cento e sessenta inimigos. Correm atrás dele os oitenta, e chovendo as balas, e flechas, não lhe impedem a carreira : mas quis impedi-la Manuel de Sousa porque, suspeitando sêr inimigo, desde de lá começou a apontar-lhe a artilharia, com que fez algum dano, até que conhecido pela grandeza de sua estatura, cessou os tiros, e chegando ao navio do Sousa, foi recolhido nele. Está bramando El-rei de Ormuz contra seus oitenta barcos  que não ousaram investir um só; e tem razão ". Conseguiram depois os dois navios chegar à fortaleza.
O rei perdendo pouco a pouco a esperança de sacudir o jugo português, e temendo o castigo que viria desta sua rebelião, determinou refugiar-se na ilha de Queixome, distante 3 léguas de Ormuz. Aí fez secretamente passar toda a sua gente : "e executado isto ( com impiedade barbara a tanta luz) , entregou-se às chamas aquela povoação formosa em grandeza, em edif´´icios, e em concurso de nações várias (Ormuz). Ardeu quatro dias, e outras tantas noites com horror dos que de longe a viam voar em fantasmas de fumo; e com medo dos que estavam perto, que não pensaram escapar-se de sêr lambidos das linguas que horrivelmente estendia aquel incendio. (…) Ficaram os nossos, ainda que admirados do facto bestial, aliviados do assombro do cerco ;sahindo a valer-se de alguma coisa na cidade : em que só acharam água em cisternas, e brasa em todo edificio. " Chegaram logo dois navios com bastimentos e munições, o de D. Gonçalo Coutinho, primo de D. Garcia, e o de Sebastião Ferreira.
D. Luís de Meneses, que seu irmão tinha enviado a Ormuz, chegou à vila de Soar com dez velas, e destruíram aquele lugar, enquanto matavam "o rei de Ormuz os seus proprios validos em Queixome (princípios de 1522) , e puseram a coroa a Mamud Xá ( Muhammad Shah, seu sobrinho ), moço de treze anos, filho do rei passado ". Chegado a Queixome, D. Luís, depois de tentar "várias coisas, que não tiveram efeito" (negociar com o alguazil Ra'is Sharafuddin Fali, prometendo-lhe que a sua má conduta anterior seria perdoada, se se prestasse a regressar a Ormuz e a tomar conta da situação) ; tentou outro negócio : entendeu-se com Ra'is Shamsher (qua acabava de estrangular o antigo "rei" Turã Xá, para que assassine o alguazil, Raez Xarafo (Ra'is Sharafuddin Fali) e seu cúmplice e tio, Raez Xabadim, logo que se apresentasse a ocasião, e propôs ao  novo rei  , o seguinte : "que voltasse a habitar Ormuz; que pagasse os 20 mil xerafins de tributo antigos; que se satisfizesse a estes pontos ; que os capitães portugueses não se intrometeriam no governo da sua cidade ; e outras coisas que se remataram com enviar a Elrei um presente de pérolas, e ouro, e joias, e sedas "...
Depois foi D. Luís para Goa, onde encontrou "seu irmão e toda a cidade, chorando a morte do rei D. Manuel.
Parece que não satisfeito pela solução alcançada, partiu então o próprio D. Duarte para Ormuz com seis navios. Era agora capitão da fortaleza D. João Rodrigues de Noronha, que tinha acolhido Raez Xarafo (Ra'is Sharafuddin) , porque morto Raez Xabadim, este  tinha fugido e pedido a protecção dos portugueses, pretendendo que era ele que queria que o rei voltasse e que por isso era perseguido ; e o rei para provar sua boa fé, tinha voltado para Ormuz : "Chegado a Ormuz D. Duarte, poz no tear da justicia as culpas dos que a tinham na rebelião antecedente : e foi julgado de muitos, que ao fim vieram a têr maiores culpas quem menos as tinha. Porque Raez Xarafo (Ra'is Sharafuddin Fali) homem riquissimo, e alma de todos aqueles movimentos ( só em 1529, foi feito prisioneiro e enviado para Portugal ), ficou premiado ; e Raez Xamexir (Ra'is Shamsher), que (segundo o acordo de D. Luís) executou a morte de Raez Xabadim, outro tirano da liberdade daqueles reis, posto em desterro ; em vez do premio prometido e esperado ;  e ultimamente o novo rei com a inocencia da sua idade, e daquelas culpas, pagou-as com aceitar 35 mil xerafins de tributo, que se lhe impuseram (insolente carga) sobre os 25 antecedentes, que não podia pagar com a cidade florentissima, e havia de poder agora mais com ela assolada. outros discurriam que D. Duarte nestas acções não tinha sido governado do interesse, senão pelo que lhe ditava seu juizo : pequeno erro ; porque os conhecedores podem errar com mais ligeira culpa que os gananciosos ; mas a ganância muitas vezes persuade com veementes sofismas, que há de parecer obra do zelo a que foi do interesse. " O Novo tratado de submissão, de 15 de Julho de 1523, passava então, de 15 000 xerafins no tempo de Albuquerque, a 25 000 no tempo de Lopo Soares, e agora a 60 000.
Foi Governador da Índia até 1524, quando foi substituído por Vasco da Gama.
Teve uma administração desastrosa, com derrotas militares e perdas de territórios, voltando preso para o reino, encarcerado "no castelo de Torres Vedras e outros locais, situação em que permaneceu durante sete anos". Libertado através da intercessão do conde de Castanheira, retomou depois suas anteriores funções em Tânger, em 1536.

## Capitão de Tânger (2a vez)
Em 4 de Outubro  de 1536 tomou pela segunda vez possessão do governo de Tânger. Vinha com sua família, e D. João, seu filho maior .
"O primeiro feito que dele encontramos, foi pouco venturoso. Soube que alguns almogavares introduziram-se no campo, e mandou Ayres de Sousa, em 9 de Fevereiro de 1537, que lhes fizesse frente com quarenta de cavalo. Sahiram os mouros de Benamaqueda,  Ayres de Sousa o envestio, fugiram os mouros e seguiram-lhe os nossos até a praça de Nofiza, distante duas léguas, sem considerar os inconvenientes (…). Esperavam os alcaides com muita gente, e sahindo com bríos,  encontraram os nossos disseminados e os cavalos sem alento. Ainda que estes procuraram resistir, foram facilmente desfeitos. Morreram os mais pelejando como valerosos cavaleiro, entre eles Ayres de Sousa, Luís de Ataíde, Lourenço Correia e outros. Ficaram cativos Lopo de Sequeira, António de Sequeira, Gaspar Antunes, Juan de Guevara e Jorge da Silveira(...).
"Alguns dias depois (desse desastre) passou D. Duarte a Ceuta, em romaria a Nossa Senhora de África, como o tinha prometido.
"Regressou com D. Nuno Álvares de Noronha, que governava aquela praça, com intenção de passar ambos a Arzila vêr o conde D. João [Coutinho], mas impediu a isso o tempo, que era de água e frio (...).
"Teve depois aviso do Conde D. João Coutinho, que determinava penetrar em Berbéria, se o podia reforçar com algum socorro. Em 14 de Junho desse mesmo ano, mandou-lhe D. João de Meneses seu filho, com parte da sua gente. Correram ambos o campo de Alcácer sem encontrar oposição. Apanharam quinze mouros e um negro de Lopo Mendes, que tinha fugido, quatro cavalos, duas éguas, e setenta jumentos (...).
"Quinta-feira, às 9 da manhã, do dia 6 de Dezembro de 1537, nasceu em Tânger D. Duarte de Meneses, filho de D. João, que depois foi (…) vice-rei da Índia, de quem se fará menção mais à frente, por têr sido governador desta cidade.
"Neste tempo tratava-se de paz com os mouros (…). O 7 de Maio seguinte de 1538, veio a Arzila Muley Abrahem e o confirmou com D. João Coutinho, Conde de Redondo, incluindo aquela praça com as demais desta fronteira. E tendo matado, dias depois, a um mouro, o cavaleiro desta cidade, Rui Gomes, que tinha encontrado descuidado num campo, com a seguridade da paz, foi preso, e convencido da culpa, cortou-se lhe a cabeça em praça pública, para exemplo dos outros.
"Do governo de D. Duarte não encontramos mais noticias. Como parece que houve mais paz que guerra, não ocurreram sucessos dignos da História.
"A D. Duarte sucedeu D. João de Meneses, seu filho, sendo esta capitanía propria e hereditária de aquela Casa. Entregou-lhe o governo em 1° de Janeiro de 1539, e detendo-se até Março, sahio para Lisboa.

## Descendência
Casou com Filipa de Noronha, filha de Simão Gonçalves de Câmara de Lobo, 3° capitão da Ilha da Madeira da parte do Funchal ; com quem teve D. João de Meneses, & D. Pedro de Meneses, que a seu tempo também governaram Tânger.
Com mulher desconhecida teve também D. Fernando de Menezes, que também chegou a governar Tânger, e (com a mesma ou com outra, D. Joana, mulher de Damião Dias, escrivão da fazenda. E com Clara Morena de Bivar, teve duas filhas : D. Inácia e D. Brites de Meneses.

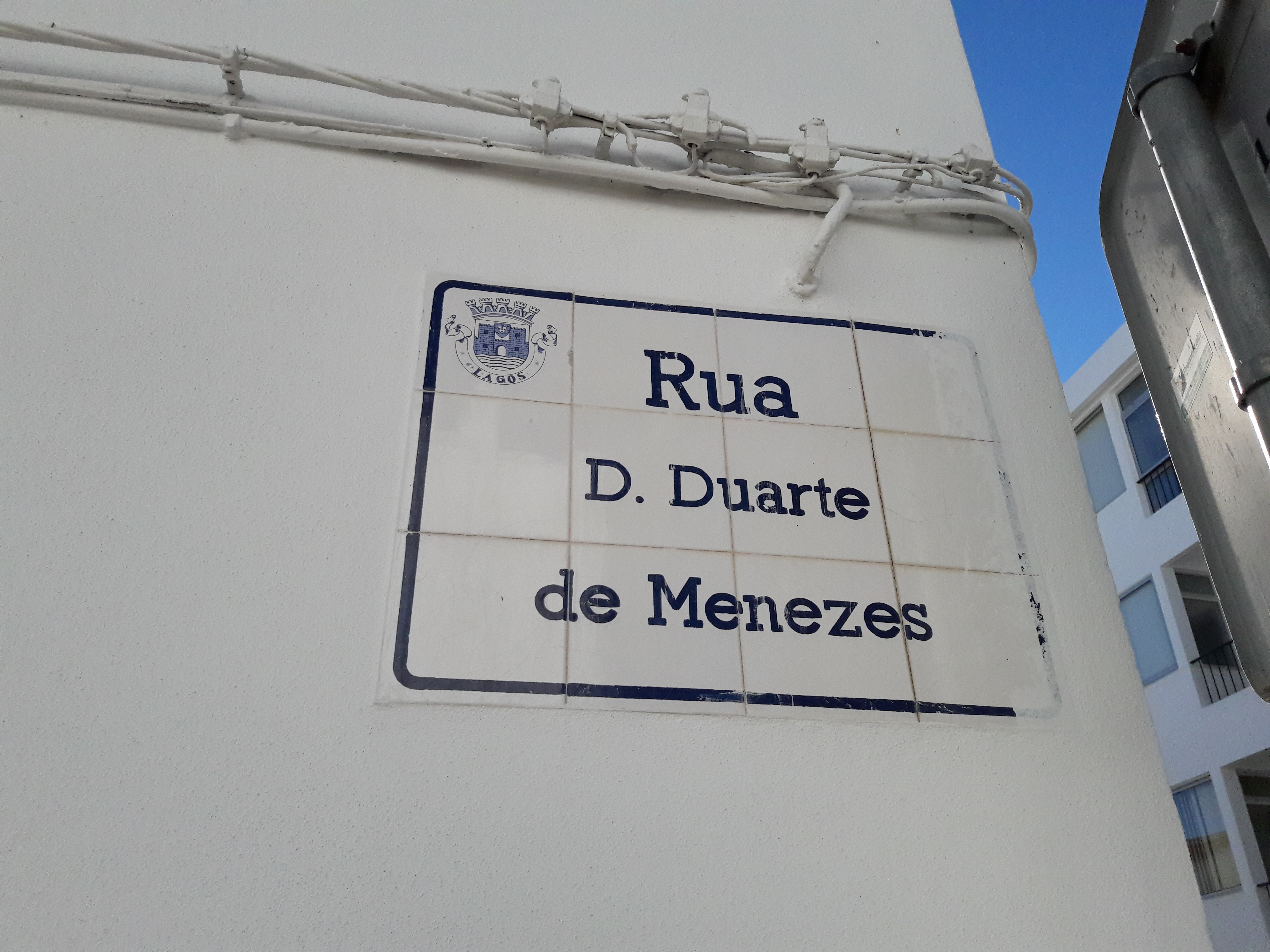
Placa toponímica da Rua D. Duarte de Menezes, em Lagos

## Homenagens
O nome de Duarte de Menezes foi colocado numa rua da cidade de Lagos.